# Dactylopisthes digiticeps
Dactylopisthes digiticeps is een spinnensoort in de taxonomische indeling van de hangmatspinnen (Linyphiidae).
Het dier behoort tot het geslacht Dactylopisthes. De wetenschappelijke naam van de soort werd voor het eerst geldig gepubliceerd in 1881 door Eugène Simon.